# جوردن (آیووا)
جوردن (به انگلیسی: Jordan) یک منطقهٔ مسکونی در ایالات متحده آمریکا است که در آیووا واقع شده‌است. جوردن ۳۳۵٫۸۹ متر بالاتر از سطح دریا واقع شده‌است.